# Марио де лас Касас
Марио де лас Касас Рамирез (Лима, 31. јануар 1905. — Каљао, 10. октобар 2002) био је перуански фудбалски дефанзивац који је играо за Перу на ФИФА-ином светском првенству 1930. и Шампионату Јужне Америке 1935. године.